# Movimiento por la Dignidad y la Ciudadanía
Movimiento por la Dignidad y la Ciudadanía (MDyC) es un partido político español de ámbito ceutí formado en octubre de 2014 por un grupo de escindidos de Coalición Caballas, liderados por Fátima Hamed Hossain. En las elecciones ceutíes de 2015 el MDyC obtuvo el 3.264 votos (11,19 % del total) y tres escaños, siendo Fátima Hamed la primera mujer musulmana en liderar un grupo político en la Asamblea de Ceuta. En las elecciones de Ceuta de 2019 consiguió 2.353 votos, bajando a un 6,96% del total y perdiendo un diputado.

## Resultados en la Asamblea de Ceuta
| Elección | Candidato            | Votos      | Porcentaje | Representantes | +/- | Gobierno  |
| 2015     | Fátima Hamed Hossain | 3.264 (4º) | 11,19 %    | 3/25           |     | Oposición |
| 2019     | Fátima Hamed Hossain | 2.353 (4º) | 6,96 %     | 2/25           | 1   | Oposición |
| 2023     | Fátima Hamed Hossain | 3.839 (4º) | 11,24 %    | 3/25           | 1   | Oposición |